# Bozsik Valéria
Bozsik Valéria (Jászberény, 1932. november 24. –) magyar író, újságíró.

## Élete
Középiskolai tanulmányait megszakította, 1945 után politikai munkatárs lett, majd sajtószervezői munkát végzett Budapesten. 1952–1955 között a Népszava munkatársa volt.

## Művei (válogatás)
- Válaszúton (regény, 1961)[1]
- Vezetők és vezetés : riportkönyv az igazgatók vezetési módszereiről, (1966)[2]
- Szerelem és kísérlet (regény, 1966)[3]
- Emberszabású szervezet (Hogy ne kelljen mást szolgálni és úrnak se kelljen lenni.) (1983)[4]
- Csillogó csalétek (regény, 1980)[5]
- Éljünk okosan! (önismereti mű, 1994)[6]
- Hatalom nélküli társadalom (szociográfiai regény, 2007)[7]

## Külső hivatkozások
- http://archiv.vfmk.hu/konyvtar/digitalizalas/1_sz_melleklet_1_0.pdf